# Orthopristis chrysoptera
Orthopristis chrysoptera är en fiskart som först beskrevs av Carl von Linné 1766.  Orthopristis chrysoptera ingår i släktet Orthopristis och familjen Haemulidae. Inga underarter finns listade i Catalogue of Life.